# Stone Rural
Stone Rural es una parroquia civil del distrito de Stafford, en el condado de Staffordshire (Inglaterra).

## Geografía
Según la Oficina Nacional de Estadística británica, Stone Rural tiene una superficie de 36,96 km².

## Demografía
Según el censo de 2001, Stone Rural tenía 1539 habitantes (48,02% varones, 51,98% mujeres) y una densidad de población de 41,64 hab/km². El 15,59% eran menores de 16 años, el 72,97% tenían entre 16 y 74, y el 11,44% eran mayores de 74. La media de edad era de 46,04 años. Del total de habitantes con 16 o más años, el 18,71% estaban solteros, el 66,74% casados, y el 14,55% divorciados o viudos.
Según su grupo étnico, el 98,63% de los habitantes eran blancos, el 0,33% mestizos, el 0,65% asiáticos, el 0,2% chinos, y el 0,2% de cualquier otro salvo negros. La mayor parte (96,56%) eran originarios del Reino Unido. El resto de países europeos englobaban al 1,43% de la población, mientras que el 2,01% había nacido en cualquier otro lugar. El cristianismo era profesado por el 82,94%, el budismo por el 0,19%, el hinduismo por el 0,19%, el judaísmo por el 0,32%, el islam por el 0,71%, y cualquier otra religión, salvo el sijismo, por el 0,19%. El 8,82% no eran religiosos y el 6,61% no marcaron ninguna opción en el censo.
Había 622 hogares con residentes y 28 vacíos.